# Órmos Soúrpis
Órmos Soúrpis är en vik i Grekland.   Den ligger i prefekturen Nomós Magnisías och regionen Thessalien, i den centrala delen av landet, 150 km nordväst om huvudstaden Aten.